# Karl Robert Osten-Sacken
Karl von Osten-Robert-Sacken (1828, San Petersburgo - 1906, Heidelberg ) fue un diplomático y entomólogo ruso. Sirvió como el cónsul general ruso en Nueva York durante la guerra civil estadounidense, vivió en los Estados Unidos desde 1856 hasta 1877.
Desarrolló un interés temprano en la entomología, especializado en Diptera y especialmente la Tipulidae. En 1862 Osten-Sacken publicó, con la asistencia de Hermann Loew , "Catálogo de los dípteros descrito de América del Norte" en el Smithsonian Miscellaneous Collections Vol. 3. Una edición posterior de este trabajo apareció en 1878, como Smithsonian Miscellaneous Collections no. 270. Publicó muchos otros papeles. Su obra en la Tipulidae incluyó una clasificación de la familia. También estudió las agallas de insectos y trabajó en la Tabanidae. Osten-Sacken se relacionó con Hermann Loew, proporcionándole muestras, y tradujo y publicó la obra de Loew en los "Cuadernos de la Diptera de América del Norte", (1862-1873), Smithsonian Miscellaneous Collections , no 6, 171, 219 y 256. Él propuso el término quetotaxia. El asteroide (335) Roberta se nombra en su honor.